# Озолин, Ярослав Алексеевич
Ярослав Алексеевич Озолин (род. 25 июля 2000, Нижнекамск, Татарстан) — российский хоккеист, вратарь.

## Биография
Воспитанник нижнекамского «Нефтехимика», в сезонах 2017/18 — 2020/21 играл за команду МХЛ «Реактор». В сезоне 2020/21 также выступал за клуб-партнёр «Нефтехимика» ЦСК ВВС Самара из ВХЛ, со следующего сезона — игрок другого фарм-клуба «Ижсталь» Ижевск. 9 октября 2021 года в домашнем матче против «Автомобилиста» (2:3) дебютировал в КХЛ. 2024 году на правах аренды играл в ВХЛ за «Динамо» Санкт-Петербург.